# C2orf40
C2orf40 (англ. Chromosome 2 open reading frame 40) – білок, який кодується однойменним геном, розташованим у людей на 2-й хромосомі. Довжина поліпептидного ланцюга білка становить 148 амінокислот, а молекулярна маса — 17 183.
| 10         |  | 20         |  | 30         |  | 40         |  | 50         |
| ---------- |  | ---------- |  | ---------- |  | ---------- |  | ---------- |
| MAASPARPAV |  | LALTGLALLL |  | LLCWGPGGIS |  | GNKLKLMLQK |  | REAPVPTKTK |
| VAVDENKAKE |  | FLGSLKRQKR |  | QLWDRTRPEV |  | QQWYQQFLYM |  | GFDEAKFEDD |
| ITYWLNRDRN |  | GHEYYGDYYQ |  | RHYDEDSAIG |  | PRSPYGFRHG |  | ASVNYDDY   |

A: Аланін

C: Цистеїн

D: Аспарагінова кислота

E: Глутамінова кислота

F: Фенілаланін

G: Гліцин

H: Гістидин

I: Ізолейцин

K: Лізин

L: Лейцин

M: Метіонін

N: Аспарагін

P: Пролін

Q: Глутамін

R: Аргінін

S: Серин

T: Треонін

V: Валін

W: Триптофан

Локалізований у цитоплазматичних везикулах.
Також секретований назовні.